# Conseil national de la chasse et de la faune sauvage
Le Conseil national de la chasse et de la faune sauvage (CNCFS) est un organisme consultatif français chargé de donner son avis sur les textes légaux relatifs à la chasse et à la faune sauvage.

## Historique
La loi du 28 juin 1941, a créé deux organismes relatifs à la chasse : le Conseil supérieur de la chasse, un organisme national, et dans chaque département, les sociétés départementales des chasseurs, dénommées fédérations départementales des chasseurs à partir de 1947. Ce Conseil supérieur, présidé par le directeur général des forêts avait un rôle consultatif auprès du ministre pour l'examen des textes relatifs à la chasse. Il était aussi chargé de coordonner l'activité des fédérations départementales de chasseurs. Par un décret du 27 avril 1972, le Conseil supérieur fut transformé en un Office national de la chasse et un Conseil national de la chasse et de la faune sauvage. L'ONC a depuis été transformé en Office national de la chasse et de la faune sauvage et puis en Office français de la biodiversité.

## Missions
La loi du 8 août 2016 pour la reconquête de la biodiversité définit la mission du conseil dans son article 13 « Le Conseil national de la chasse et de la faune sauvage exerce une fonction consultative auprès des ministres chargés respectivement de la chasse et de l'agriculture. Il se prononce sur l'ensemble des textes relatifs à l'exercice de la chasse et la gestion de la faune sauvage, et à la protection de la nature lorsqu'ils ont une incidence directe ou indirecte sur l'exercice de la chasse. »

## Composition
La composition du conseil est fixée par l'article R. 421-1 et suivant du code de l'environnement. Il y a 3 catégories de membres : ceux qui représentent les pouvoirs publics (État et collectivités locales), ceux qui représentent les chasseurs, et enfin des scientifiques et personnes qualifiés :
- Le directeur chargé de la chasse ou son représentant ;
- Le directeur chargé de la forêt ou son représentant ;
- Le directeur général de l'Office Français de la Biodiversité ou son représentant ;
- Le directeur général de l'Office national des forêts ou son représentant ;
- Le président de la Fédération nationale des chasseurs ou son représentant ;
- Le président de l'Association nationale des lieutenants de louveterie ou son représentant ;
- Six représentants de fédérations de chasseurs proposés par la Fédération nationale des chasseurs ;
- Trois représentants d'associations nationales de chasse proposés par la Fédération nationale des chasseurs ;
- Quatre personnalités qualifiées en raison de leurs compétences cynégétiques ;
- Un représentant des collectivités territoriales proposé par le ministre de l'intérieur ;
- Quatre représentants des organisations professionnelles représentatives de l'agriculture et de la forêt ;
- Quatre représentants des organismes scientifiques ou de protection de la nature compétents dans le domaine de la chasse, de la faune sauvage ou de la protection de la nature.

## Fonctionnement
Le conseil n'a pas de moyens propres : le secrétariat est assuré par le ministre chargé de la chasse.
Le conseil se réunit sur convocation de son président et au moins deux fois par an.
Les avis du conseil sont émis à la majorité des membres présents ; en cas de partage égal des voix, la voix du président est prépondérante.[réf. nécessaire]
La grande majorité des membres de l'organisme sont chasseurs.